# Stavroúla Xoulídou
Stavroúla Xoulídou (grec moderne : Σταυρούλα Ξουλίδου), née en 1965 à Kozani en Grèce, est une femme politique grecque.

## Biographie
Aux élections législatives grecques de janvier 2015, elle est élue députée au Parlement grec sur la liste des Grecs indépendants dans la deuxième circonscription de Thessalonique.